# Лексингтон (Масачусетс)
Лексингтон (енгл. Lexington) насељено је место без административног статуса у америчкој савезној држави Масачусетс.

## Демографија
По попису из 2010. године број становника је 31.394, што је 1.039 (3,4%) становника више него 2000. године.
| Група             | 2000.          | 2010.          |
| Белци             | 25.822 (85,1%) | 23.138 (73,7%) |
| Афроамериканци    | 343 (1,1%)     | 473 (1,5%)     |
| Азијати           | 3.310 (10,9%)  | 6.240 (19,9%)  |
| Хиспаноамериканци | 428 (1,4%)     | 713 (2,3%)     |
| Укупно            | 30.355         | 31.394         |